# غوران دوكيتش
غوران دوكيتش (بالإنجليزية: Goran Đukić)‏ (بالصربية: Горан Ђукић)‏ مواليد 6 نوفمبر 1970 في بانيا لوكا، جمهورية يوغوسلافيا الاشتراكية الاتحادية، هو لاعب كرة قدم بوسني سابق كان يلعب كمدافع مع العديد من الأندية كنادي بوراتس بانيا لوكا ونادي هايدوك كولا، والنجم الأحمر بلغراد في الدوري الأول لجمهورية يوغوسلافيا الاتحادية، وأيضا مع نادي إس في وورغل النمساوي. يشغل حالياً منصب المدير الفني لفريق سلوبودا أوزيس.

## إنجازات
- نادي بوراتس بانيا لوكا
  - كأس أوروبا الوسطى: 1992.
- النجم الأحمر بلغراد
  - كأس يوغوسلافيا: 2002.

### أندية لعب لها
- نادي بوراتس بانيا لوكا.
- هايدوك كولا.
- النجم الأحمر بلغراد.